# 沃洛格達河
沃洛格達河是俄羅斯的河流，位於沃洛格達州，屬於蘇霍納河的右支流，河道全長155公里，流域面積3,030平方公里，河畔城鎮有沃洛格達。